# Koreanisches Revolutionsmuseum

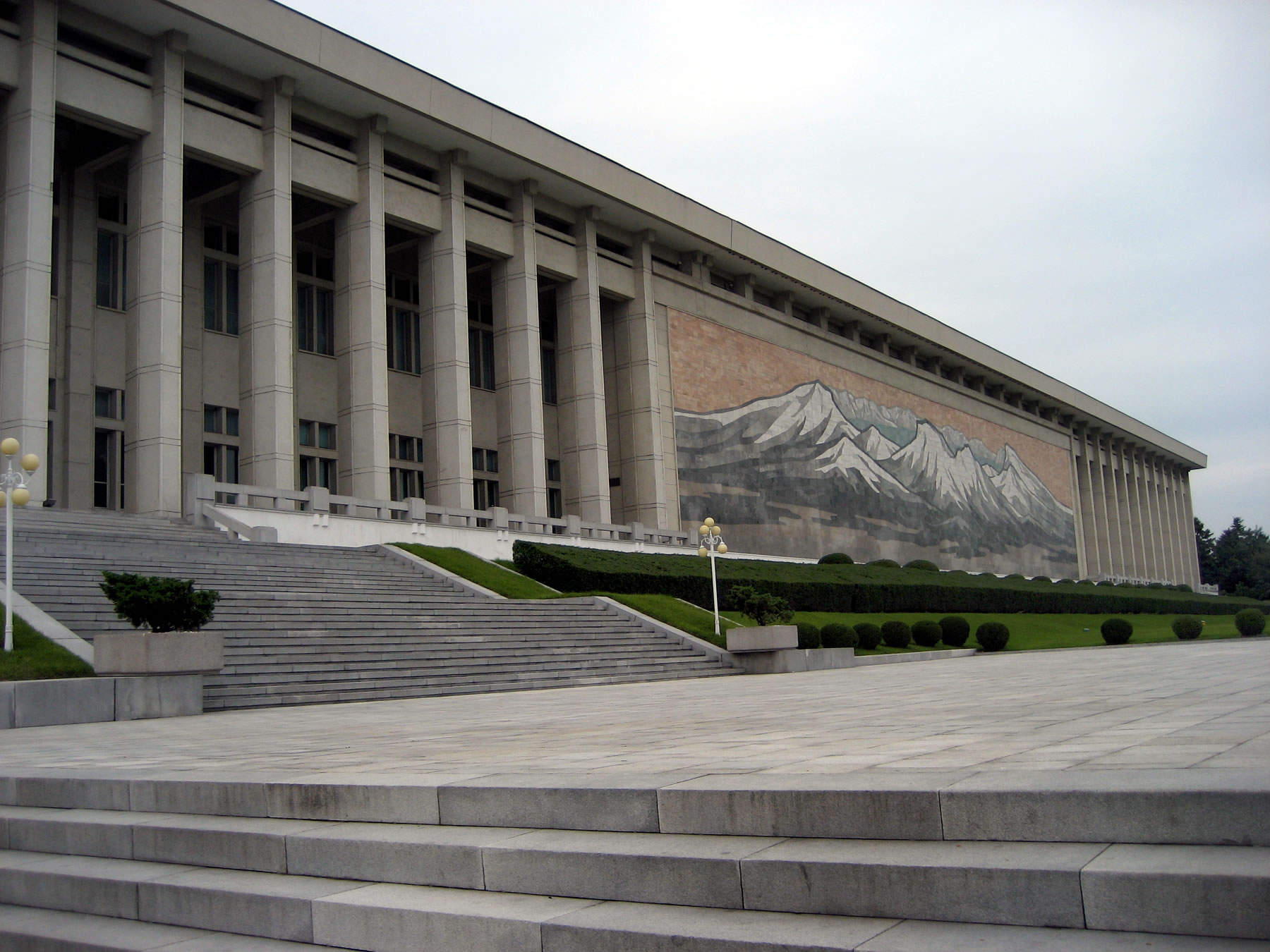
Koreanisches Revolutionsmuseum

Das Koreanische Revolutionsmuseum ist ein Museum auf dem Mansu-Hügel in der nordkoreanischen Hauptstadt Pjöngjang. Es befindet sich direkt hinter dem Großmonument Mansudae.

## Geschichte

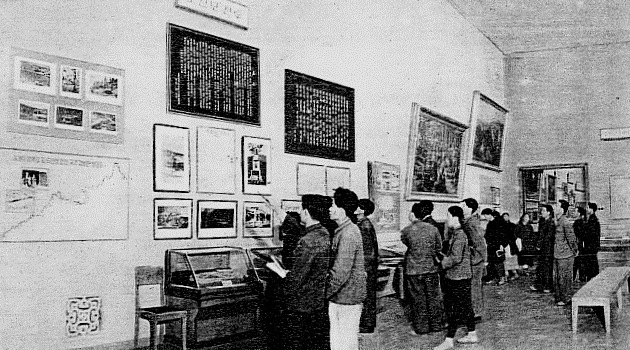
Ausstellungsraum im Jahr 1960

Das Museum wurde zunächst seit 1948 auf Beschluss der Partei der Arbeit Koreas als „Staatliches Zentrales Museum über den Befreiungskampf“ errichtet und im August 1955 aus Anlass des 10. Jahrestages der Befreiung Koreas eröffnet. 1960 wurde es umbenannt und im Januar 1961 zog es um zu seinem heutigen Standort auf dem Mansu-Hügel. 1972 wurde es aus Anlass des 60. Geburtstages des damaligen Präsidenten Kim Il-sungs erweitert und komplett neu gestaltet.

## Einrichtung
In über 100 Ausstellungsräumen werden auf ca. 60.350 m² die unterschiedlichen Perioden des revolutionären Kampfes aus nordkoreanischer Sicht dargestellt.
Das Museum ist in folgende 7 Abteilungen gegliedert:
I. Gesamtüberblick
II. Zeit des antijapanischen revolutionären Kampfes
III. Zeit der Neugestaltung des Vaterlandes
IV. Zeit des Vaterländischen Befreiungskrieges
V. Zeit des Aufbaus der Grundlage des Sozialismus
VI. Zeit des umfassenden Aufbaus des Sozialismus
VII. Zeit des Aufbaus eines starken sozialistischen Staates
Des Weiteren existieren 3 Sonderabteilungen: die Abteilung für die großen Führer mit ihren Kampfgefährten, die Abteilung für die Vereinigung des Vaterlandes und die Abteilung für die Auslandskoreaner.
Es existieren zudem eine Konferenzhalle, ein Präsentationsraum und mehrere unterschiedlich große Halbpanorama-Räume.
Auf der Fassade des Museums befindet sich ein 70 Meter langes und 12,85 Meter hohes Wandmosaik, auf dem der Paektusan abgebildet ist – das Symbol für den Kampf Kim Il-sungs für die Unabhängigkeit Koreas vom Japanischen Kaiserreich sowie für die glorifizierte Herrschaft der Familie Kim.